# Coulomby
Coulomby település Franciaországban, Pas-de-Calais megyében. Lakosainak száma 771 fő (2022. január 1.). Coulomby Bouvelinghem, Quesques, Seninghem és Alquines községekkel határos.

## Népesség
A település népességének változása:
| Lakosok száma | 713  | 728  | 743  | 737  | 747  | 760  | 763  | 767  | 771  |
|               | 2013 | 2015 | 2016 | 2017 | 2018 | 2019 | 2020 | 2021 | 2022 |